# 绥棱农场
绥棱农场是一个位于中华人民共和国黑龙江省绥化市绥棱县的农场，亦是黑龙江省农垦绥化管理局所属的一个农场。
绥棱农场地处小兴安岭南麓，诺敏河畔，地跨绥棱县、海伦市。总面积280平方公里，总人口7178人。

## 行政区划
绥棱农场下辖以下单位：
绥棱场直社区、绥棱农场双兴管理区、绥棱农场四海管理区和绥棱农场金斗管理区。